# باتريك كرونين (ممثل)
باتريك كرونين (بالإنجليزية: Patrick Cronin) مواليد 1 يناير 1941، هو ممثل أمريكي بدأ مسيرته الفنية سنة 1966.

## الأعمال
- الساحرة المراهقة سابرينا
- تحسين المنزل
- أطلق الرصاص علي!
- دياجنوسيز: موردر
- ساينفيلد
- ماد أباوت يو
- فاملي ماتتيرس
- فول هاوس
- ستار تريك: الجيل التالي
- روكي 5

## وصلات خارجية
- باتريك كرونين على موقع IMDb (الإنجليزية)
- باتريك كرونين على موقع قاعدة بيانات الفيلم (الإنجليزية)
- الموقع الرسمي